# Somalibrya
Somalibrya là một chi bướm đêm thuộc họ Noctuidae.